# Cort
Pour les articles homonymes, voir Cort (homonymie).
Cort (marque commerciale de Cor-Tek) est une entreprise sud-coréenne de fabrication de guitares acoustiques, guitares électriques et de basses.

## Historique
Cort est fondée en 1960 par Jung H. Park  comme importateur de piano sous le nom de Soo Doh Piano. En 1972, la société ferme définitivement mais sous l'élan de son fils, Young Ho Park et de son importateur le plus important, Jack Westheimer, une nouvelle aventure voit le jour en 1973 sous le nom de Yoo-Ah Company. L'activité de celle-ci est de créer des guitares de type Martin à moindre coût, en Corée, sous le nom de Cortez (manufacture espagnole rachetée par Westheimer).
La qualité des instruments, n'étant pas au rendez vous, les deux hommes cessent leur collaboration en 1983, Westheimer va continuer la fabrication des guitares Cortez au Japon en s'associant uniquement à Fujigen Gakki. Il changera le nom et optera pour Cort By Westheimer à la fin des années 80, instruments produits majoritairement dans les années 90 chez Samick et Cor-Tek.
Young Ho Park, de son côté, va continuer la production pour d'autres importateurs sous le nom de Cor-Tek Corporation. En 1980 l'usine délaisse peu à peu les instruments OEM et décide de lancer sa propre marque. La première ligne de guitares sous le nom Cort voit le jour en 1984, des guitares électriques avaient été produites dès 1982 mais sous le nom de Cortez. Cor-Tek s'associe à Ned Steinberger et commercialisent les premières guitares ainsi que les basses dites "Headless" (sans tête) en 1984. Le marché de construction Japonais ayant laissé la place à la production Coréenne, Cort devient leader en sous traitant la production pour des marques tels que Hohner et Kramer.
En plus de la production de guitares de sa propre marque, Cort sous-traite pour d'autres marques très réputées, comme Ibanez, Fender, Schecter,   G&L Tribute, Washburn, Parkwood et Paul Reed Smith. Ce contact avec des marques prestigieuses a permis à Cort d'acquérir un très bon « savoir-faire », tout en affichant des prix bien en dessous des marques plus connues.

## Les instruments
La gamme Cort s'étend des modèles de débutant comme la Cort Earth 100 aux instruments professionnels (la série All Solid en bois massif), jusqu'aux instruments signature haut de gamme (on retrouve notamment chez Cort les célèbres basses de Gene Simmons ainsi que les guitares de Matthias Jabs).
En 2012, la marque présente ses nouveaux modèles, avec une refonte intégrale de la série Zenox, de nouvelles basses Curbow dotées de corps en bois (en complément des modèles en luthite commercialisés jusqu'à présent). Deux nouvelles séries font également leur apparition : Viva (guitares dotées de corps ergonomiques) et Sunset (guitares vintage évidées avec vibrato Bigsby B50 et micros TV Jones).
Forte du succès de la série Sunset, la marque propose en 2013 un nouveau modèle Sunset NY conçu pour le jeu avec cordes nylon à la manière d'une guitare classique. C'est également cette année que sont produits les modèles 20e anniversaire des séries Earth et Artisan.
L'année 2014 démarre avec l'annonce d'un nouveau modèle signature réalisé en collaboration avec le bassiste Jeff Berlin, il s'agit de la Rithimic.
En 2015, c'est Matthew Bellamy, guitariste du groupe de rock Muse qui a droit à une guitare signature : la MBC-1. Sa conception a été supervisée par le luthier Hugh Manson, créateur des guitares custom de Matthew depuis près de 20 ans. Ce modèle est équipé de micros Manson ainsi que d'un "Kill Button" permettant d'interrompre le signal de l'instrument par simple pression.
Un nouveau modèle signature est présenté au NAMM 2016, il s'agit de la "Luxe", une guitare électro-acoustique conçue en collaboration avec l'Australien Frank Gambale.

### Guitares électriques
- Modèle Signature Matthew Bellamy MBC-1
- Série Aero
- Série Arena (Signature Matthias Jabs)
- Série Classic Rock
- Série EVL
- Série Fuel (conçue avec le luthier Stephen Mc Swain)[9]
- Série Garage (Signature Matthias Jabs)
- Série G
- Série Jazz Box
- Série Kx
- Série M
- Série Sunset[10]
- Série VX
- Série X
- Série Zenox

### Guitares acoustiques
- Série AS
- Série CJ
- Série Classique
- Série Earth
- Série Jade
- Série Luce
- Série MR
- Série NDX
- Série SFX
- Série Standard

### Basses électriques

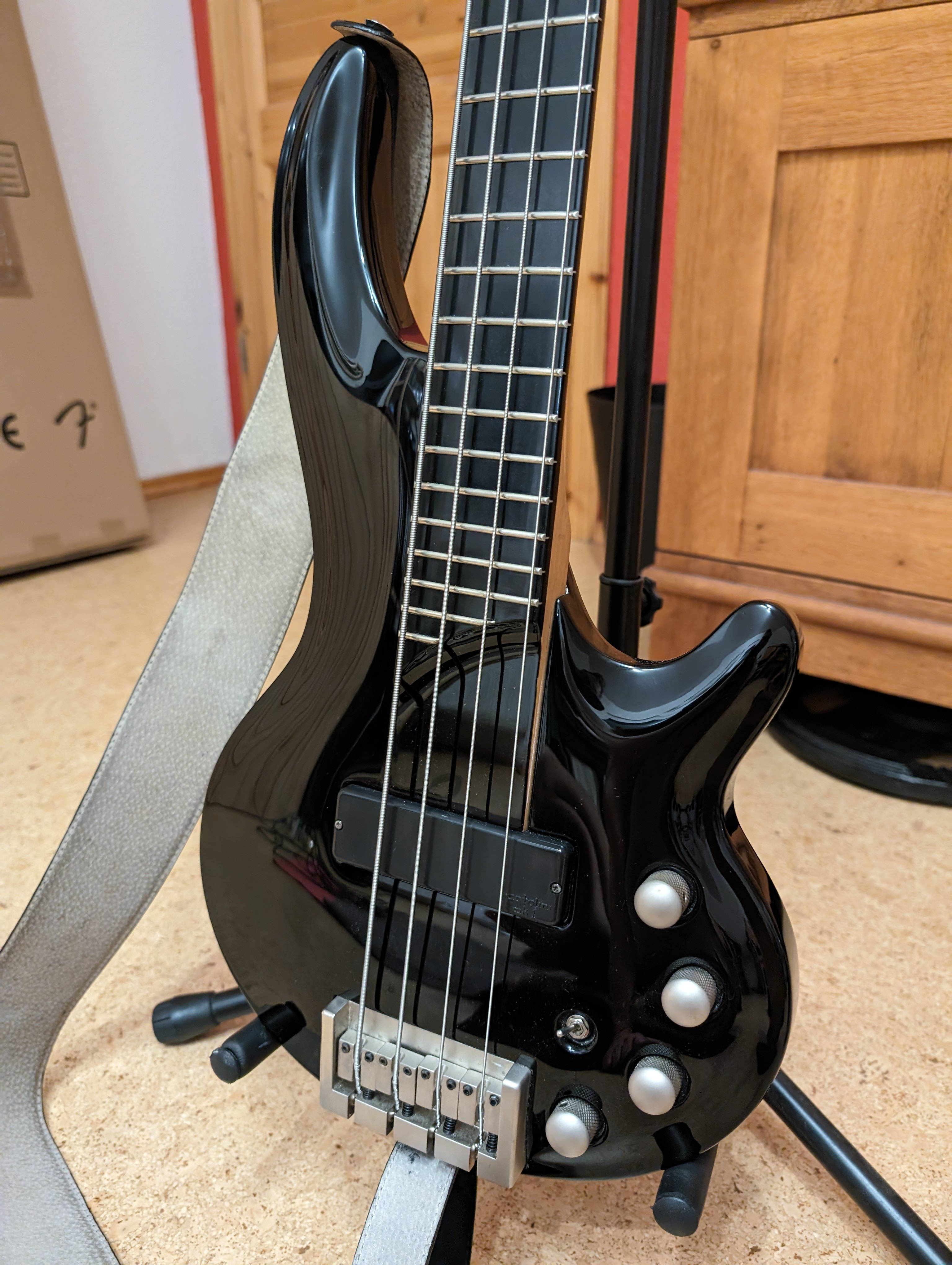
basse électrique Cort Curbow

- Modèle Signature Jeff Berlin Rithimic
- Série Action Bass
- Série Arona
- Série Artisan
- Série Curbow (Conçue avec le luthier Greg Curbow)
- Série GB
- Série GS (signature Gene Simmons)
- Série Standard Bass
- Série T

### Autres instruments
- Banjos
- Mandolines
- Basses acoustiques et électroacoustiques

## Production des instruments
Cort produit des guitares/basses électriques et électroacoustiques en Corée du Sud et dispose d'usines dans divers pays d'Asie (Indonésie et Chine).
Cort utilise des méthodes industrielles pour la production de ses instruments. Les plus habituelles sont les machines à commandes numériques (pour la découpe) et l'utilisation d'étuves pour le séchage rapide des bois. La firme coréenne est une des premières à avoir utilisé de façon massive l'agathis, un bois tendre.
La société est très bien implantée dans le monde de la lutherie industrielle et a très vite compris l'intérêt qu'elle aurait à travailler avec des partenaires réputés. Des séries entières sont dessinées par des artisans/luthiers de renom comme Stephen Mac Swain, Greg Curbow, et des modèles de série sont conçus selon les désirs d'artistes connus, comme Hiram Bullock, Josh Paul ou T.M. Stevens.
Les produits Cort (guitare acoustique, guitare électrique, basse électrique) sont distribués en France par Saico et au Canada par Kief Music, Inc..